# Borovice ostnitá
Borovice ostnitá (Pinus muricata), anglicky zvaná „bishop pine“ (doslova "borovice biskupská"), je severoamerická a mexická borovice, vyznačující se nejtrvanlivějšími šiškami ze všech borovic. Latinský druhový název „muricata“ znamená „měkce trnitá“.

## Synonyma
- Pinus edgariana
- Pinus muricata varieta anthonyi
- Pinus remorata
- Pinus muricata forma remorata
- Pinus muricata varieta borealis
- Pinus muricata varieta stantonii
- Pinus muricata varieta remorata.

## Homonymum
V roce 1866 popsal Henry Bolander „Pinus muricata Bol.“, což je synonymum pro Pinus contorta.

## Popis
Stálezelený, jehličnatý, jednodomý a větrosnubný, velmi rychle rostoucí strom (i u mořského pobřeží). Mladé stromy vyrostou 180 cm za rok. Dorůstá do výšky 24 m. Kmen je rovný či pokroucený, dosahuje průměru 0,90 m. Větve stromu jsou rozložité a vzestupné, často pokroucené. Koruna je zaoblená, zploštělá nebo nepravidelná. Borka zpočátku červenošedá a hladká, později tmavě šedá, hluboce rozbrázděná do dlouhých hřebenů, šupinovitě plátovitá, tlustá. Letorosty štíhlé až tlusté, zprvu oranžovohnědé, později tmavohnědé, drsné. Pupeny vejčitě válcovité, tmavohnědé, 10–25 mm dlouhé, pryskyřičnaté.
Jehlice jsou ve svazečcích po 2; jsou 8–15 cm dlouhé, 1,2–2 mm široké, lehce překroucené, tmavožlutozelené (u severní formy stříbrnomodrošedozelené), rozprostřené až zakřivené směrem vzhůru, s průduchy na všech površích, na okrajích silně vroubkované, se špičkou přecházející náhle z kuželovité do ostré. U báze mají 15 mm dlouhé, neopadavé svazečkové pochvy. Zůstávají na větvi 2-3 roky.
Samčí šištice jsou elipsoidní, 5 mm dlouhé, oranžové. Samičí šištice - šišky dozrávají po 2 letech, jsou serotinní (serotinita je proměnlivá - severní populace mívají šišky méně serotinní než populace jižní) a zůstávají na stromě nejdéle ze všech borovic - více než 70 let, často jsou zarostlé do větví či kmene. Většinou rostou v přeslenech, jsou často nesouměrné, před rozevřením kopinatě vejčité, po rozevření zakřiveně vejčité, 4–9 cm dlouhé, leskle hnědé, přirostlé nebo na 2–4 mm dlouhých stopkách, většinou zahnuté směrem dolů. Šišky se otevírají a rozsévají semena po lesních požárech či horkých létech, ani teplota kolem 95 °C nesnižuje výrazně klíčivost semen. Šupiny na šiškách jsou na okrajích červenohnědé, se ztluštělými výčnělky; spodní výčnělky jsou postupně kopulovitě tvarované směrem k základně šišky, přírůstek prvního roku (umbo) je středový, se zahnutým drápkem se silnou bází. Semena jsou v šiškách životaschopná až 25 let, jsou šikmo elipsoidní, 6–7 mm dlouhá, tmavohnědá až černá, s 15–20 mm dlouhým křídlem. Strom kvete v červnu, semena dozrávají leden-únor, jejich klíčivost je přibližně 80 %.

## Příbuznost
Pinus muricata se vyskytuje ve 3  (podle některých botaniků ve 4) varietách :
- Pinus muricata varieta muricata
- Pinus muricata varieta borealis
- Pinus muricata varieta stantonii
- (Pinus muricata varieta remorata) (synonymum Pinus muricata varieta anthonyi) - varieta s malými, souměrnými šiškami.

Rozdíly mezi varietami jsou ve velikostech stromů, vlastnostech jehlic, v borce a v šiškách.

## Výskyt
Domovinou stromu jsou Spojené státy americké (stát Kalifornie) a Mexiko (stát Baja California).

## Ekologie
Borovice ostnitá roste v přírodě v nadmořských výškách od 0 (hladina moře) do 300 m, v přímořských oblastech v zóně chaparralu s mírnými, vlhkými zimami a horkými, suchými léty, s častými jarními a letními mlhami. Roční úhrn srážek zde bývá kolem 500 mm. V horkých suchých létech dochází často v těchto oblastech k rozsáhlým lesním požárům, které zabijí celá stanoviště borovic, nicméně serotinní šišky tohoto stromu jsou přizpůsobeny tak, aby se po požáru rychle otevřely a uvolnily semena v době, kdy byl konkurenční podrost zlikvidován požárem. Tímto dochází k účinné regeneraci populace stromu a rychlému znovuosídlování těchto míst touto borovicí; z téhož důvodu bývají celé populace tohoto stromu stejného stáří. Starší stromy mají silnou borku a lehčí požáry přežijí, nikoliv ovšem požár koruny, který strom zabije, neboť po požárech není schopen rašit. Růst stromu začíná na jaře.
Strom vyžaduje lehké písčité či hlinité, vodu dobře odvádějící, suché či vlhké, půdy; nejlépe roste v půdách křemelinových. Snáší nízký obsah humusu (roste často v neúrodných půdách) i zasolení, roste často na mořských pobřežích nebo v rašelinových bažinách či na různých bažinatých územích. Má rád plné slunce, nelibuje si ve stínu. pH půdy je 4-8 , ve vápenných půdách roste špatně. Nepříliš mrazuvzdorná borovice, snese mráz do maximálně –10 °C. Výměšky z jehlic potlačují klíčení semen a tím si strom reguluje množství rostlin, které pod ním mohou růst. Dospělé stromy tvoří širokou a těžkou korunu, při silných vichřicích mohou být někdy sraženy k zemi.
Borovice ostnitá se občas kříží s borovicí Pinus radiata. Severní populace často tvoří monokulturní porosty nebo roste dohromady se sekvojí vždyzelenou, douglaskou tisolistou apod. Jižní populace roste ve společenstvech chaparralu například s pelyňkem Artemisia californica, škumpou Rhus integrifolia a dalšími. Semeny stromu se občas živí veverky, jinak ovšem trnité šišky většinu predátorů semen odstraší.

## Nepřátelé a nemoci
Obecně období bez lesních požárů, trvající více než 80 let, značně zvyšuje náchylnost Pinus muricata k chorobám. Strom je náchylný k napadení houbou václavkou (Armillaria). Ve své domovině je strom napadán též parazitickou rostlinou z čeledi santálovitých Arceuthobium littorum.

## Využití člověkem
Strom není pro svou malou populaci, rostoucí na omezeném území, příliš komerčně využíván. Občasně je hrubé a pryskyřičnaté dřevo využíváno ve stavebnictví na konstrukci trámů, a v tesařství a truhlářství. Často je pěstována jako okrasný strom v parcích a velkých zahradách.

## Ohrožení
Strom je považován za zranitelný. Nejvíce mu škodí jakékoliv předcházení, potlačování a obecně hašení lesních požárů, neboť zvýhodňuje jeho konkurenty, což je z dlouhodobého hlediska pro tento strom škodlivé, protože regenerace jeho populace je na těchto požárech přímo závislá. Pro přežití tohoto stromu je důležité nehasit lesní požáry, mající přirozené příčiny (například blesk atd.), které jsou součástí přirozeného koloběhu v přírodě, všude tam, kde je to možné. Též nadměrné spásání semenáčů exotickými ovcemi ohrožuje populaci stromu. Tento strom se vyskytuje v několika chráněných oblastech, většinou v kalifornských státních parcích.

## Galerie

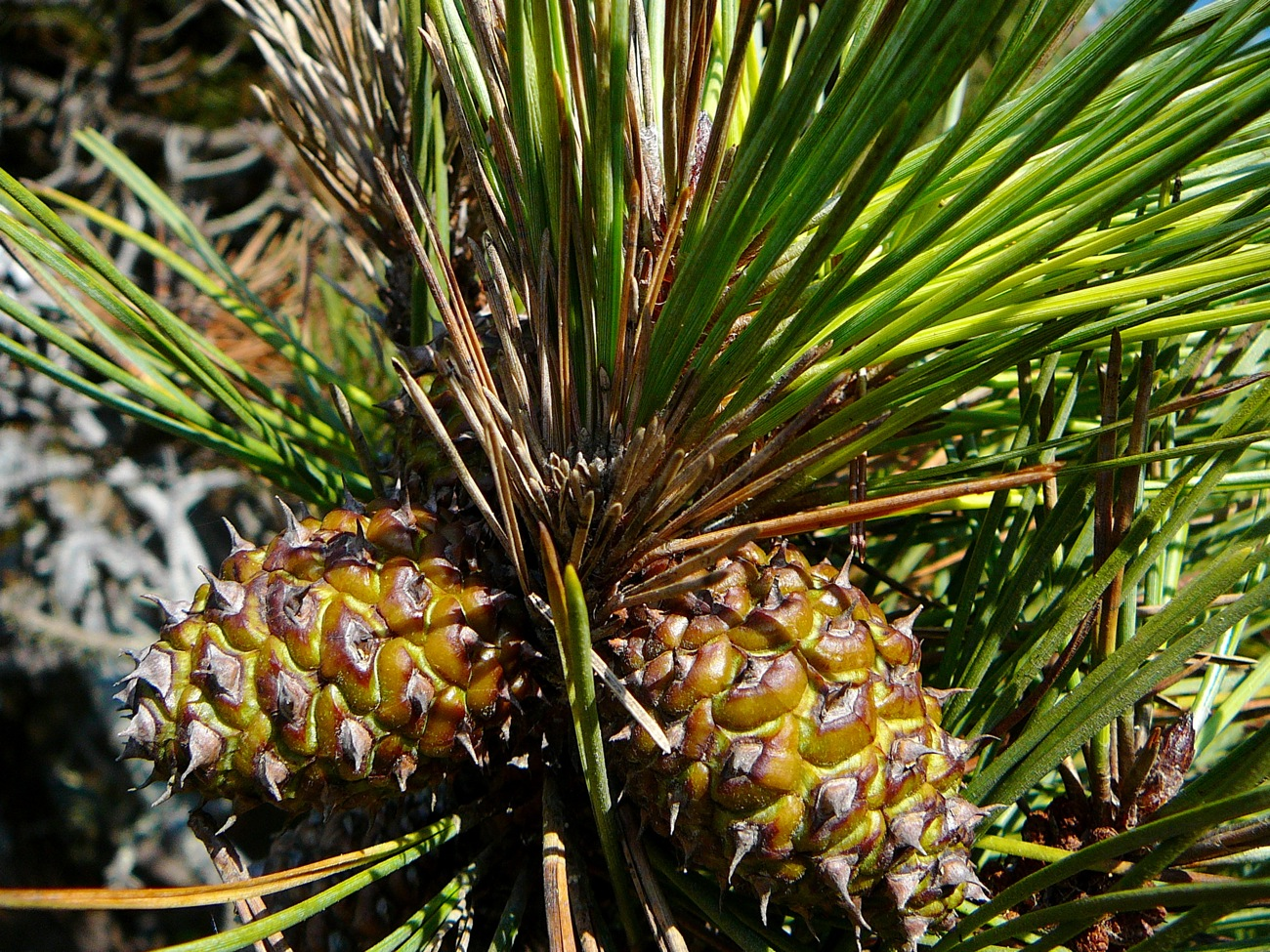
Jehlice a šišky, Mendocino, Kalifornie, USA.
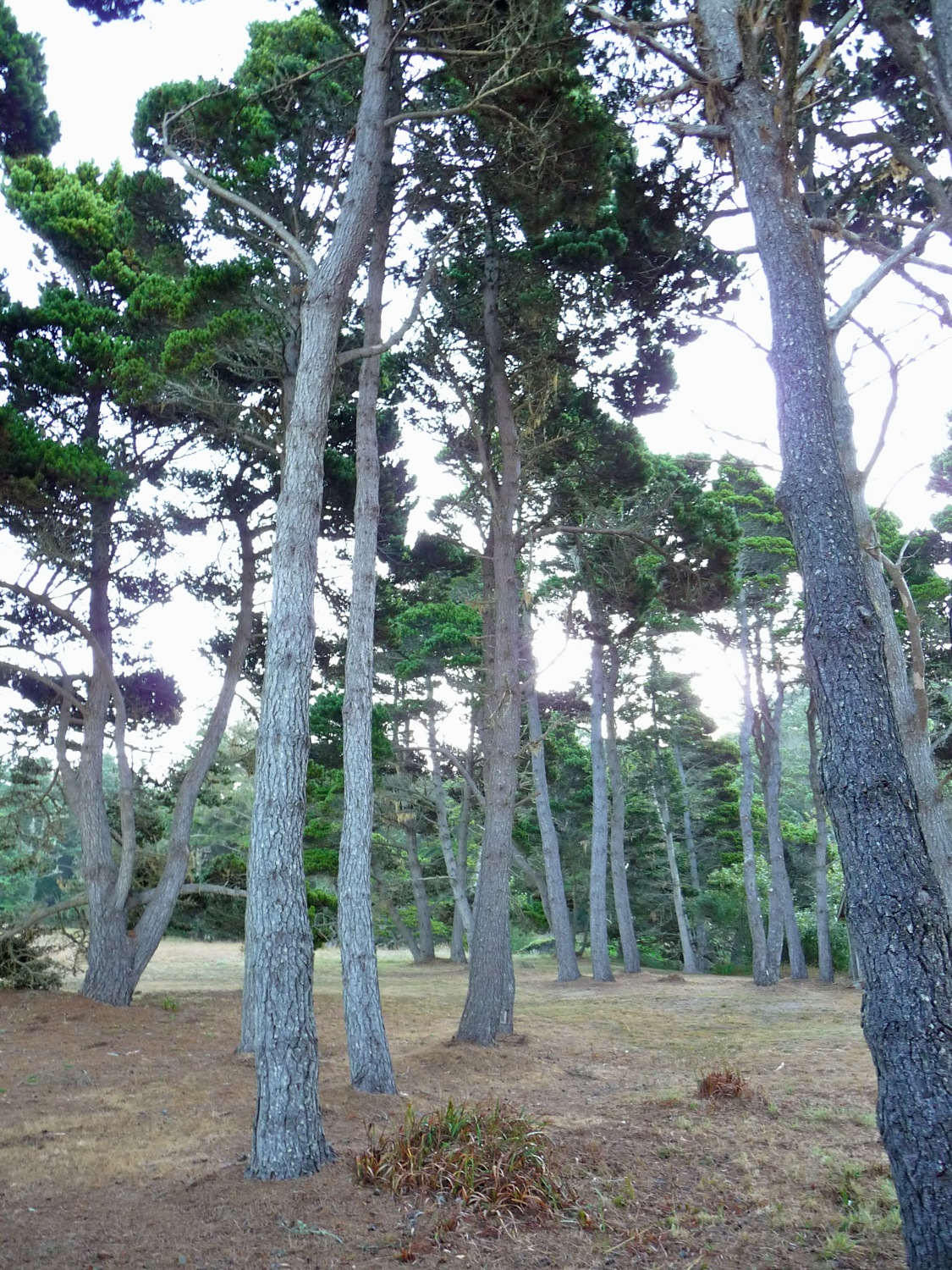
Les borovice ostnité, Mendocino, Kalifornie, USA.
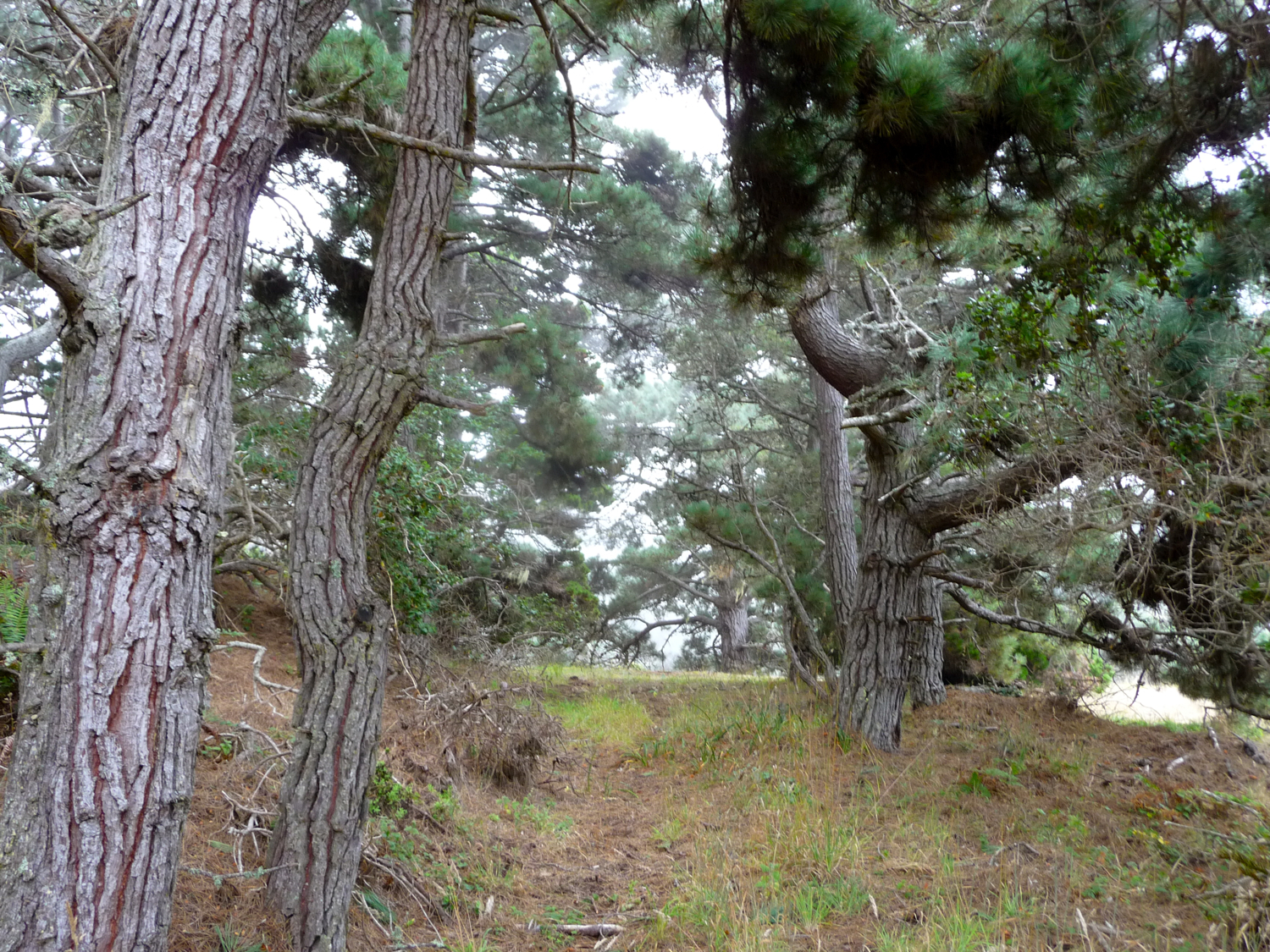
Les borovice ostnité, Mendocino, Kalifornie, USA.
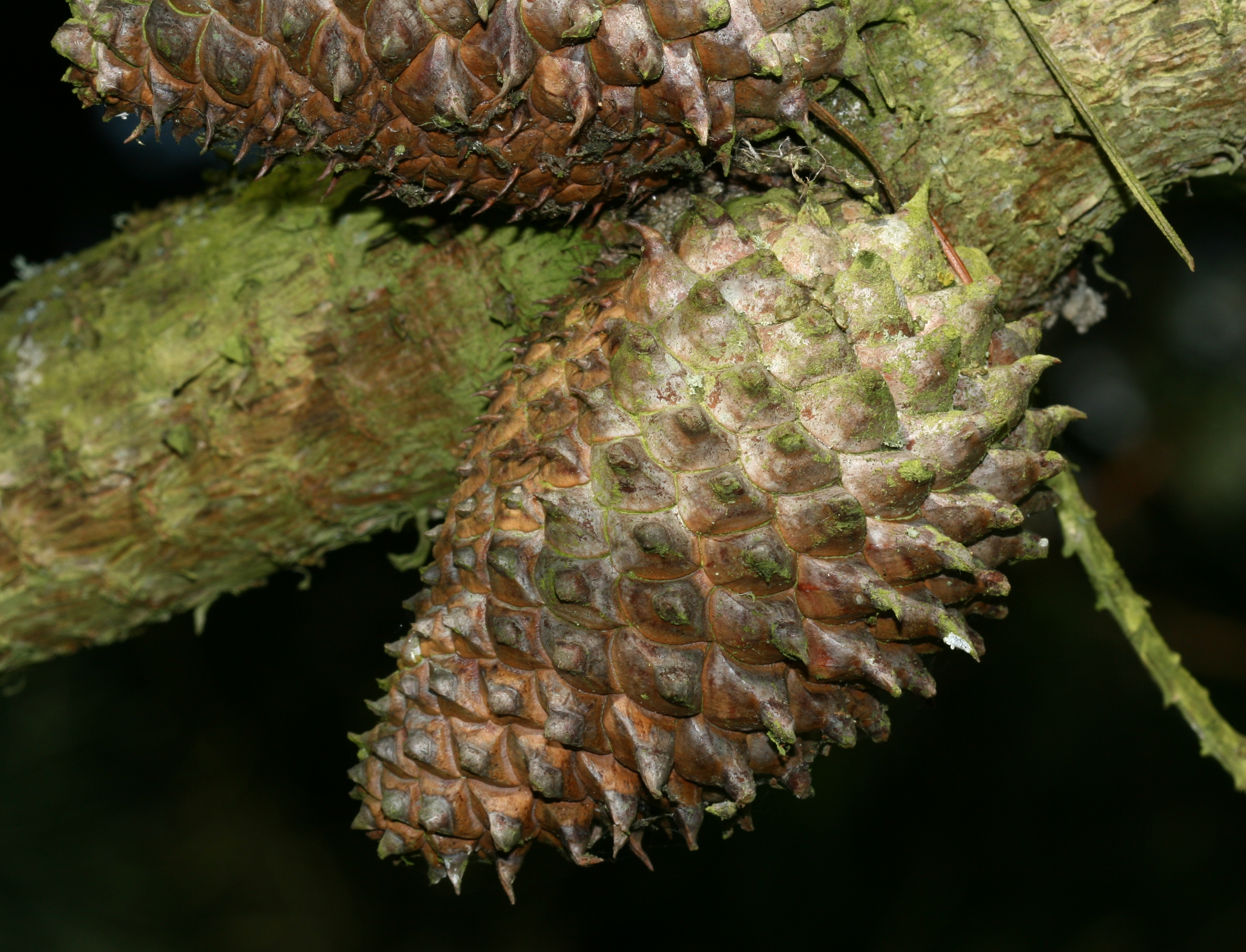
Šiška na dospělém stromě
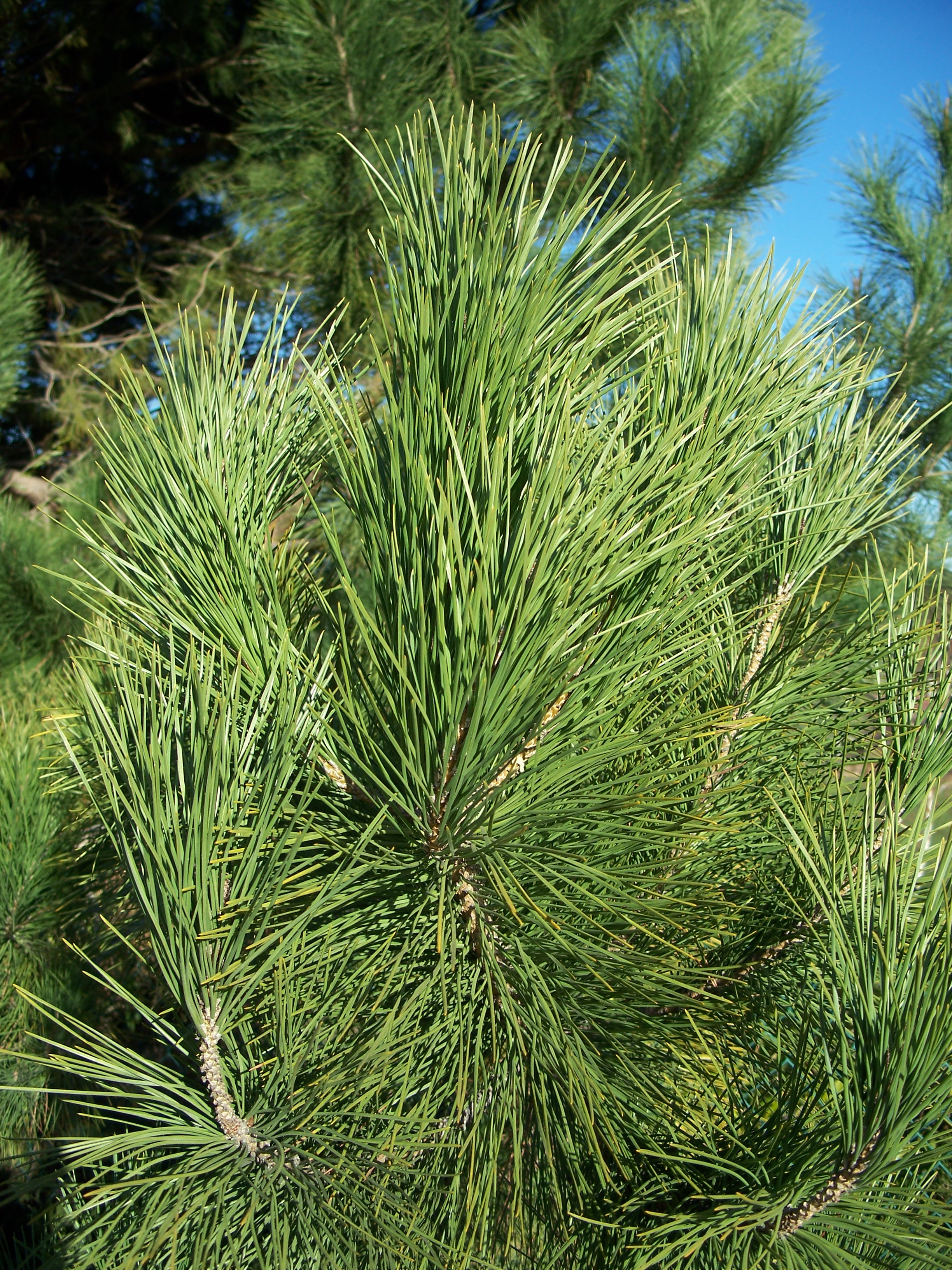
Jehlice na větvi
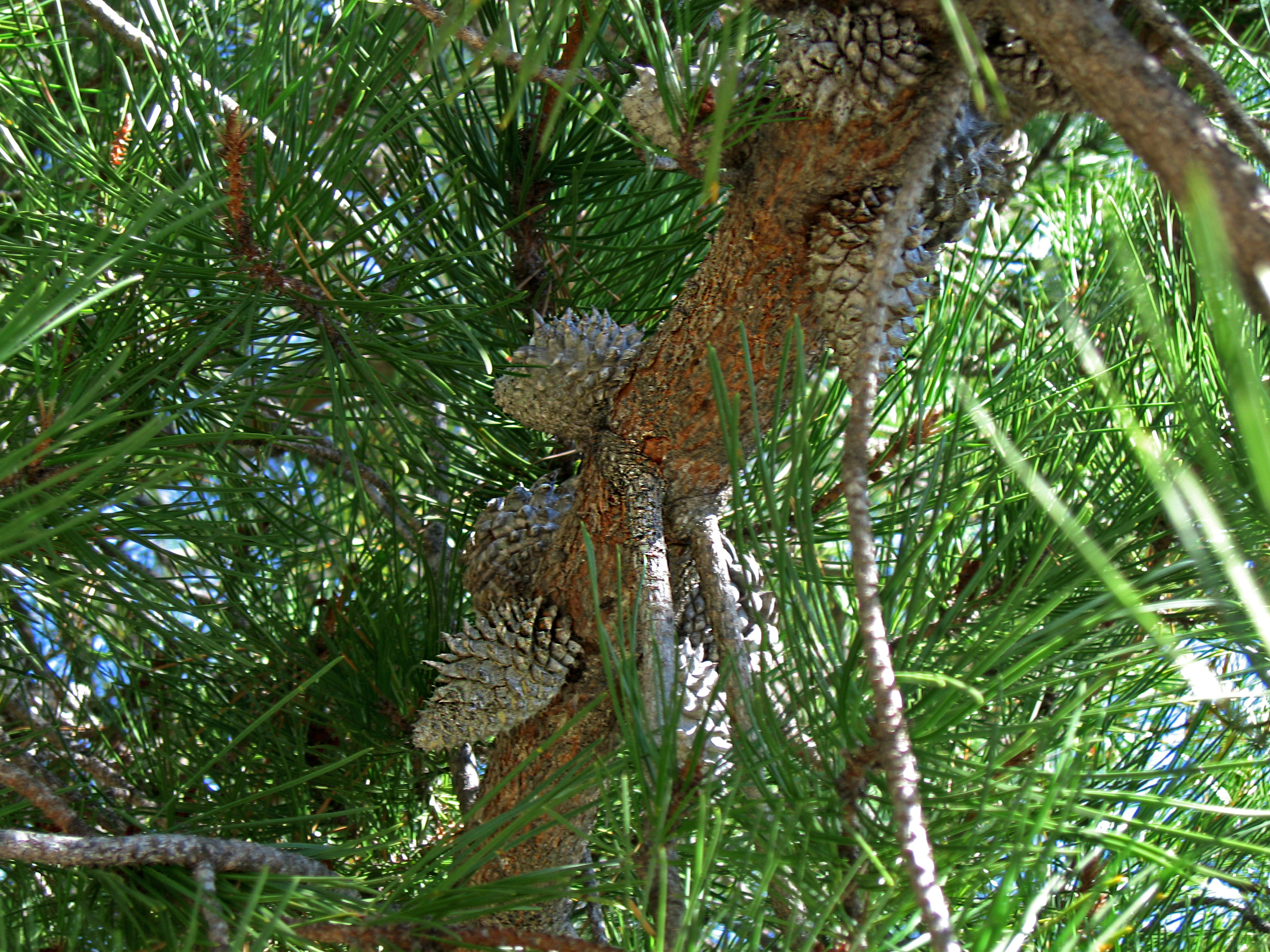
Větev s typickými ostnatými šiškami
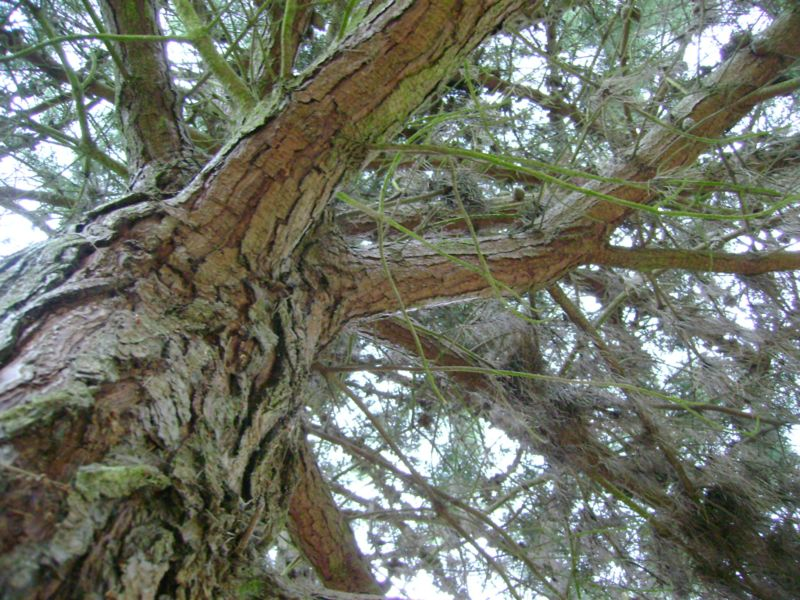
Borka
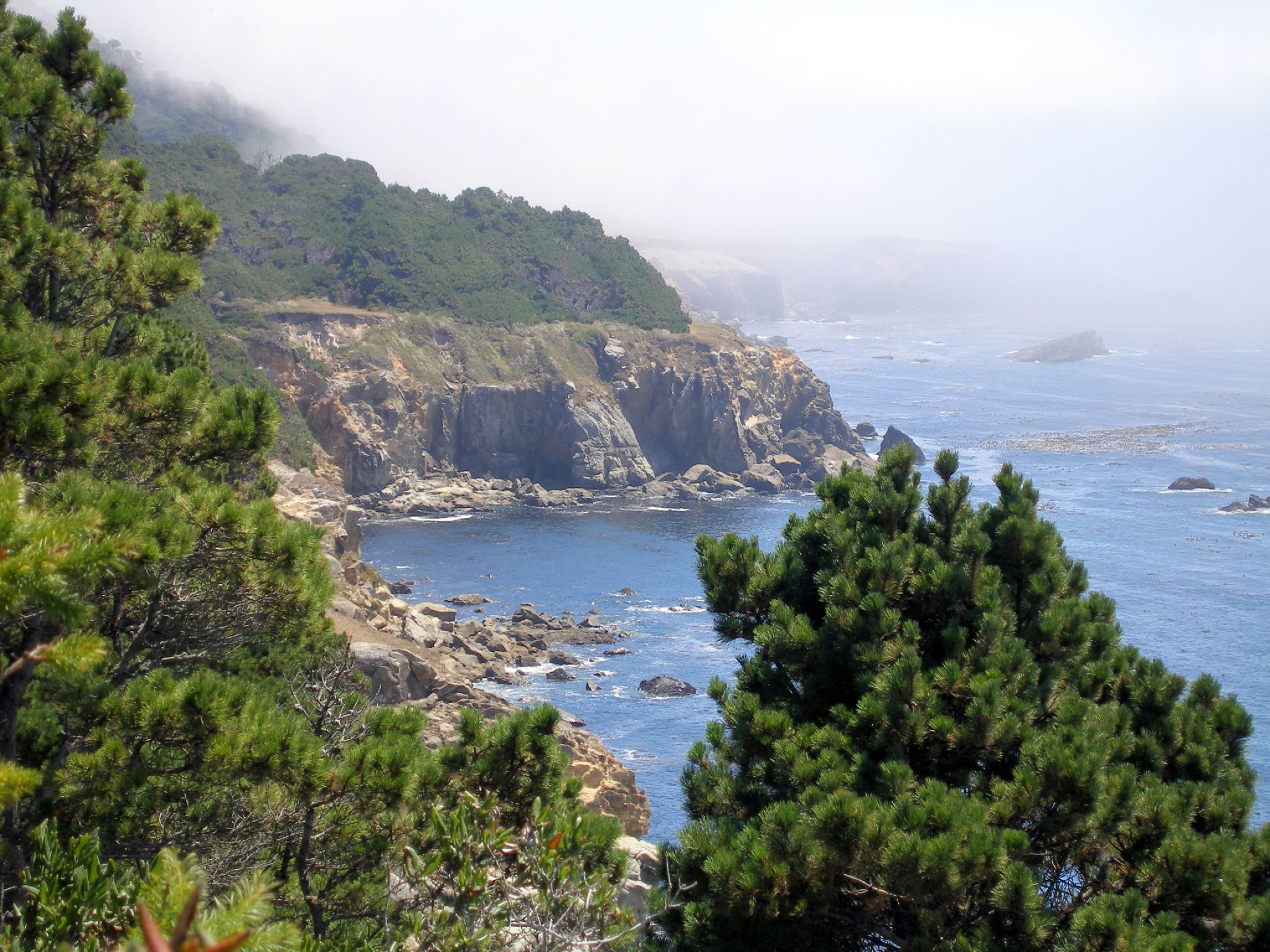
Pinus muricata varieta borealis v parku Salt Point State Park, Kalifornie, USA.